# Eusarsiella elofsoni
Eusarsiella elofsoni is een mosselkreeftjessoort uit de familie van de Sarsiellidae. De wetenschappelijke naam van de soort is voor het eerst geldig gepubliceerd in 1986 door Kornicker.